# Hittegöl
Hittegöl är en sjö i Vaggeryds kommun i Småland och ingår i Motala ströms huvudavrinningsområde. Sjön är 5,9 meter djup, har en yta på 0,017 kvadratkilometer och är belägen 275 meter över havet.